# Hulladékudvar

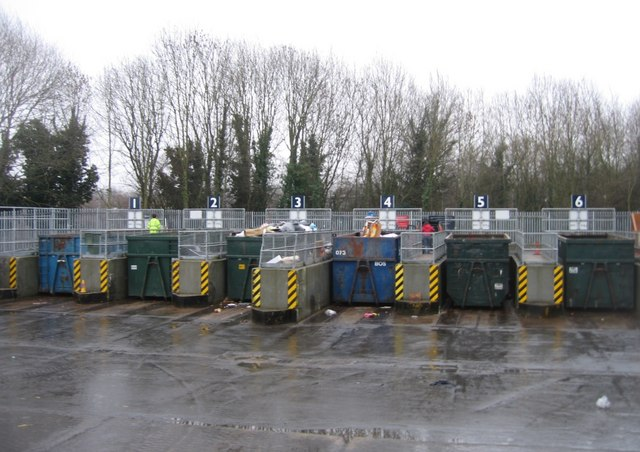
Hulladékudvar

A hulladékudvar olyan ingyenes szolgáltatás, amely a háztartásokban keletkezett újrahasznosítható és egyéb speciális hulladékot összegyűjti egy arra kijelölt helyen. A hulladékudvarokon leadható hulladékok csak szelektíven gyűjtve adhatók le. Az átvehető hulladékok fajtáját és mennyiségét hatósági engedélyben szabályozzák.

## Szelektív hulladékok

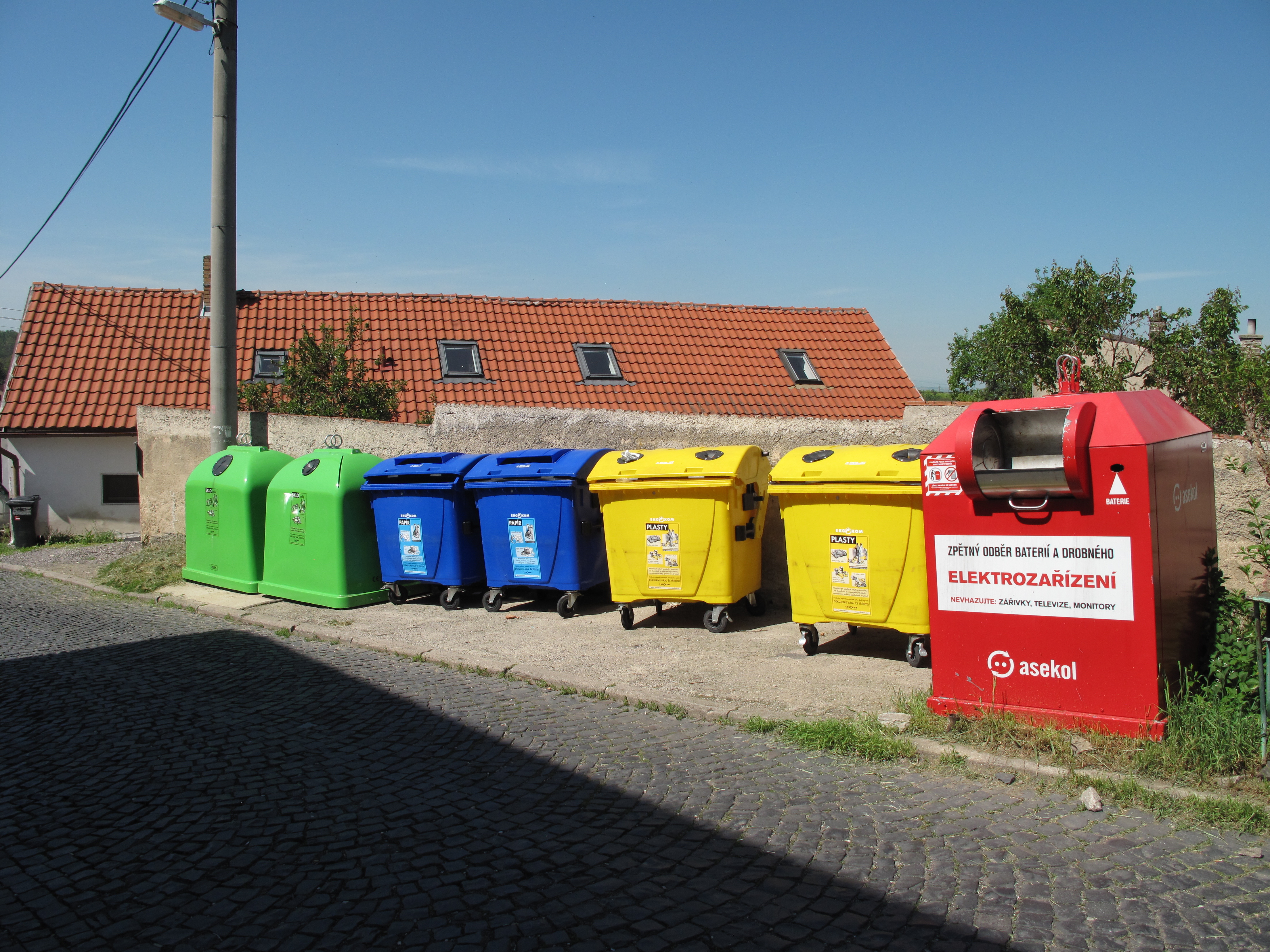
Konténerek a hulladékudvarban a szelektív gyűjtéshez

- Papírhulladék: újság, folyóirat, könyv, csomagolóanyag, füzet, hullámpapír, karton
- Italos kartonok kimosva
- Műanyag: PET-palack, kupakok, hungarocell
- Fehér üveg: színezetlen üvegek, italos, befőttes, parfümös, pálinkás, szörpös üvegek
- Színes üvegek: zöld, barna sörös-, borosüvegek

## Veszélyes hulladékok
- Elektronikai hulladékok: hűtőgép, porszívó, számítástechnikai hulladék
- Szárazelem, akkumulátor
- Festék- és lakkmaradék
- Sütőzsiradék, növényvédőszer-maradék
- Fénycső és izzó
- Fáradtolaj és veszélyes anyaggal szennyezett csomagolóanyag
- Építési és bontási hulladék
- Háztartási lom (csak kisebb mennyiségben, és viszonylag ritkán fogadják)

## Nem leadható hulladékok
- Robbanás-, fertőzés- és sugárveszélyes anyagok, laborvegyszerek.
- Átlagostól eltérő, nem háztartási mennyiségű hulladék.
- Nem adható le olyan hulladék, amely nem szerepel a hulladékudvar részére kiállított engedélyben. Ilyen esetben a személyzet megtagadhatja a hulladék átvételét.